# Clistopyga incitator
Clistopyga incitator är en stekelart som först beskrevs av Fabricius 1793.  Clistopyga incitator ingår i släktet Clistopyga och familjen brokparasitsteklar. Arten är reproducerande i Sverige. Utöver nominatformen finns också underarten C. i. mongolica.